# Datonghe
Datonghe (kinesiska: 大通河, 大通河乡) är en socken i Kina. Den ligger i provinsen Heilongjiang, i den nordöstra delen av landet, omkring 570 kilometer öster om provinshuvudstaden Harbin. Antalet invånare är 3 990. Befolkningen består av 1 932 kvinnor och 2 058 män. Barn under 15 år utgör 12,0 %, vuxna 15-64 år 80 %, och äldre över 65 år 7,0 %.
Genomsnittlig årsnederbörd är 996 millimeter. Den regnigaste månaden är juli, med i genomsnitt 225 mm nederbörd, och den torraste är januari, med 16 mm nederbörd.